# Martha L. Canfield
Martha L. Canfield, all'anagrafe Martha Luana Canfield Malvino (Montevideo, 28 maggio 1949), è un'ispanista, poetessa e traduttrice uruguaiana naturalizzata italiana.

## Biografia
Nata a Montevideo nel 1949, in seno a una famiglia di classe media da genitori uruguaiani, il padre, ufficiale di marina di origini irlandesi, mentre la madre è figlia di immigrati italiani, provenienti dalla Basilicata; proprio per le sue origini, sin da piccola parla spagnolo, inglese ed italiano.
Studia nella Facultad de Humanidades e nell'Instituto de Profesores Artigas di Montevideo; nel contempo frequenta ambienti letterari della sua città natale.
Sotto consiglio del prof. José Pedro Rona, nel 1968 si trasferisce in Colombia dove si laurea nel 1971 in Filosofía y Letras presso la Pontificia Universidad Javeriana di Bogotà e consegue un master in Literatura Hispanoamericana presso l'Instituto Caro y Cuervo. Subito dopo inizia la sua esperienza didattica presso l'Universidad del Rosario, in cui è la prima donna che ottiene l'incarico di Professore in questa istituzione.
Nel 1973 sua sorella Susana si stabilisce con lei a Bogotà, dopo essere stata vittima della feroce repressione scatenata in Uruguay e che comporterà la configurazione di una dittatura militare che durerà fino al 1985. Per entrambe è chiaro che non possono tornare in patria, Susana perché profuga; Martha perché, a causa del suo sostegno alle lotte rivoluzionarie, manifestato in diverse pubblicazioni, è finita nel mirino dei repressori.
Nel 1974, grazie a una borsa di studio concessa dall'IILA, si reca in Italia per fare ricerca nell'ambito della letteratura ispanoamericana presso l'Università di Firenze, prima sotto la guida del Prof. Giovanni Meo Zilio fino alla trasferta di questi a Venezia, e dopo sotto la guida del nuovo titolare della cattedra, il prof. Roberto Paoli. Al termine della borsa di studio, nel 1975, rientra in Colombia per lavorare a tempo pieno come docente di Literatura Española e Hispanoamericana presso l'Universidad Javeriana. Segue un periodo d'intensa attività didattica, di ricerca e di scrittura creativa. Viene pubblicata la sua prima raccolta poetica, Anunciaciones, per i tipi della casa editrice Alcaraván, creata non molto tempo prima da Arturo Alape. Il libro viene presentato in diverse sedi e accolto positivamente dalla critica. Tuttavia, per motivi personali, nel febbraio del 1977 decide di ritornare in Italia.
Ristabilitasi a Firenze, riprende la sua collaborazione con il Prof. Roberto Paoli, diventando Assistente di Cattedra, e riallaccia i contatti con il critico ispanista Oreste Macrì che la introduce nel mondo dell'ermetismo fiorentino, entrando così in stretto contatto con grandi intellettuali come Mario Luzi e Piero Bigongiari.
Nel 1980, quando viene istituito il posto di Ricercatore Universitario, vince il concorso a Firenze e così diventa Ricercatore di ruolo a tempo indeterminato. In questo decennio, intensifica sia lo studio che la creatività poetica; inoltre ha un ruolo fondamentale nella diffusione della letteratura ispanoamericana in Italia con traduzioni di molti scrittori, nonché di letteratura italiana nei paesi di lingua spagnola. In questi anni partecipa ripetutamente al Festival di Poesia di Medellín sia in veste di poeta che in quella di traduttrice e presentatrice di poeti italiani come Edoardo Sanguineti, Giuliano Scabia, Valerio Magrelli ed altri; vista la sua attività la direzione del Festival la nomina Consulente per l'Italia.
Nel 1982 conosce Jorge Eduardo Eielson, che si era recato a Firenze insieme a Michele Mulas, invitato da Roberto Paoli. Nasce una profonda amicizia che crescerà sempre di più negli anni a venire, fino a sfociare nella fondazione del Centro Studi intitolato al maestro peruviano da lei fondato e diretto.
Nel 1992 ottiene il posto di Professore Associato di Letteratura Ispanoamericana alla Federico II di Napoli, dove insegna per quattro anni, facendo parte inoltre del corpo docente del dottorato con sede centrale a Palermo; nel 1996 si trasferisce all'Università Ca’ Foscari di Venezia dove insegna per sei anni, organizzando ogni due anni i Festival Ca' Foscari Poesia, nei quali intervengono i più grandi scrittori e critici ispanoamericani del momento come Mario Benedetti, Álvaro Mutis, Jorge Enrique Adoum, Carmen Boullosa, Gonzalo Rojas, Blanca Wiethüchter, Saúl Yurkievich, Ernesto Cardenal, Eugenio Montejo, José Miguel Oviedo, Humberto Ak’abal, William Rowe e altri.
Durante questo periodo fonda la collana letteraria “Latinoamericana” della casa editrice Le Lettere di Firenze, tuttora attiva e partecipa alla creazione del Premio Letterario Internazionale di Poesia Pier Paolo Pasolini insieme a Dacia Maraini e Francesco Agresti. Tra il periodo 1997-2000 è stata vicepresidente dell'AISPI (Associazione Ispanisti Italiani).
Nell'anno 2000 vince il concorso come Professore di Prima Fascia presso l'Università di Firenze, e se per due anni mantiene l'insegnamento nelle due sedi, a partire dal 2002 si concentra a Firenze.
Attualmente è membro corrispondente dell’Academia Nacional de Letras dell'Uruguay.

## Il lavoro critico
Riconosciuta negli ambienti letterari come una delle maggiori esperte di letteratura ispanoamericana, Martha Canfield, mediante l’insegnamento e la propria attività culturale, ha avuto un ruolo fondamentale nella diffusione della cultura latinoamericana in Italia e di autori italiani nei paesi di lingua spagnola.
La sua produzione critica abbraccia studi sull’opera di Delmira Agustini, Humberto Ak’abal, Mario Benedetti, Jorge Luis Borges, Julio Cortázar, Sor Juana Inés de la Cruz, Jorge Eduardo Eielson, Gabriel García Márquez, Juan Gelman, Juana de Ibarbourou, Ramón López Velarde, César Moro, Álvaro Mutis, Octavio Paz, Horacio Quiroga, José Enrique Rodó, Mauricio Rosencof, Juan Rulfo, Alfonsina Storni, César Vallejo, Mario Vargas Llosa, Emilio Adolfo Westphalen e tanti altri. In essa, oltre allo studio stilistico e strutturalista, ha cercato spesso di stabilire il rapporto, per niente meccanico, tra vita e opera letteraria, ricorrendo agli strumenti forniti dalla psicologia junghiana; ha fatto quindi parte del gruppo “Klaros”, guidato da Ida Regina Zoccoli, e ha collaborato ripetutamente con i «Quaderni di psicologia analitica». 
Nel 2015 vince il Premio Iberoamericano Ramón López Velarde per la sua opera critica in genere e in particolare per il suo libro La provincia inmutable. Estudios sobre la poesía de Ramón López Velarde, pubblicato a Firenze nel 1981 e ripubblicato in Messico in seguito alla premiazione.
Intensa è anche la sua attività come traduttrice: ha curato le edizioni in italiano di molti autori ispanoamericani, quali Jorge Eduardo Eielson, Álvaro Mutis, Idea Vilariño, Mario Vargas Llosa, Carlos Germán Belli, Márgara Russotto, Carmen Boullosa, Alejandro Rossi, Darío Jaramillo, Ernesto Cardenal, Jorge Arbeleche, e altri. Nel 2002 vince il premio di traduzione degli Istituti Cervantes in Italia, per le sue versioni in italiano di Mario Benedetti ( Inventario. Poesie 1948-2000, Firenze, Le Lettere, 2001.).
Inoltre ha promosso la letteratura italiana nel mondo ispanico con le traduzioni in castigliano di Gesualdo Bufalino, Pier Paolo Pasolini, Valerio Magrelli, Dacia Maraini, Edoardo Sanguineti, Piero Bigongiari, Mario Luzi, e altri. Nel 2001 vince il Premio di Traduzione «Circe-Sabaudia», proprio per le sue versioni in spagnolo di alcuni poeti italiani.
Dirige la collana “Latinoamericana” della casa editrice Le Lettere nella quale sono già usciti circa 30 volumi (romanzi, poesia e saggistica), di cui una ventina presentati o curati direttamente da lei.
È sostenitrice di una identità culturale unica ispanoamericana, in cui lo studio di una cultura non deve fermarsi ai confini di una nazione ma abbracciare il vasto panorama composto dagli stati di lingua spagnola presenti in America, con una prospettiva volutamente continentale, e con una particolare attenzione, da una parte, alle antiche radici precolombiane e alle culture indigene, e dall'altra ai fenomeni più attuali, innovativi e multiculturali, come la letteratura chicana, o latina degli Stati Uniti, o neo-indiana in molte nazioni come Messico, Guatemala, Colombia, Perù, Cile, ecc.
. Con questi criteri sta lavorando a una storia e antologia della letteratura ispanoamericana, in tre volumi, di cui è già uscito il primo.
I suoi lavori critici si contraddistinguono per sottolineare quel legame che unisce la vita dell’autore con la sua opera, legame che lei considera fonte germinale, e che può essere diretto, ma più spesso è indiretto e perfino paradossale. La Canfield ritiene che questo tipo di legame risulti illuminante non soltanto per capire meglio l’opera stessa ma anche i meccanismi della creazione letteraria. 
Questa prospettiva l’ha portata in molte occasioni ad instaurare rapporti personali con gli autori che studia, rapporti che possono sfociare in profonde amicizie – come è successo con Mario Benedetti, Álvaro Mutis, Jorge Enrique Adoum, Mario Vargas Llosa, Mauricio Rosencof, Juan Gelman –, perfino fraterne - come con Márgara Russotto e Carmen Boullosa –, e molto speciali, come con Jorge Eduardo Eielson.

### Il rapporto con Jorge Eduardo Eielson
Nel 1982 conosce a Firenze Jorge Eduardo Eielson, con il quale nasce subito un grande rapporto artistico ma soprattutto umano. In effetti lei è la prima traduttrice dell’opera poetica di Eielson in italiano e, dopo una serie di articoli e interviste, nel 1993 traduce l’antologia Poesia scritta edita da Le Lettere; il rapporto artistico si intensifica negli anni mediante un continuo dialogo basato sulle loro arti: lei ricorda spesso che Eielson era sempre il primo a leggere le sue poesie. Queste conversazioni generano diverse interviste pubblicate su riviste italiane e ispanoamericane, confluite poi nel volume El diálogo infinito.
Sono anche molte le composizioni che si dedicano a vicenda, i libri e gli articoli che fanno uscire insieme. Tuttavia il loro rapporto più intenso è quello a livello umano, intrecciando un’amicizia personale che si intensifica negli ultimi anni difficili della vita dell’artista peruviano, dopo la morte del compagno Michele Mulas. Nel 2002, in effetti, Eielson rimane solo e si appoggia a Martha, soprattutto nell'ultimo anno di vita, quando ormai è gravemente malato. Da questa grande amicizia nasce la decisione di Eielson di nominarla erede universale. Lei accetta e gli promette di fondare un’associazione culturale a lui intitolata, con lo scopo di promuovere in primo luogo la sua opera artistica e letteraria e quella di Michele e in secondo luogo la cultura latinoamericana.
Jorge Eduardo Eielson muore l’8 marzo 2006 e nel mese di settembre dello stesso anno viene fondato a Firenze il Centro Studi Jorge Eielson, di cui Martha Canfield è presidente e vicepresidenti Aldo Tagliaferri e Antonella Ciabatti; il comitato scientifico, nel quale entrano diversi intellettuali latinoamericani e italiani, è diretto da Mario Vargas Llosa.
Il primo grande evento dell’ente è stato una mostra antologica dell’opera artistica di Eielson, dal titolo Arte come nodo/nodo come dono, aperta nel novembre 2008 e durata fino a gennaio del 2009, nella Sala d’Arme di Palazzo Vecchio di Firenze. La mostra è stata inaugurata da Mario Vargas Llosa, che poco dopo, nel 2010 sarebbe stato insignito del Premio Nobel per la Letteratura.
Questa mostra è stata la prima di una lunga serie, di cui altre tre sono state dedicate allo stesso Eielson, insieme a convegni nazionali e internazionali e pubblicazioni per i tipi dello stesso Centro, nel frattempo diventato casa editrice.

## L’attività poetica
Martha Canfield inizia a scrivere poesie sin dall’adolescenza, che fa circolare tra giovani poeti amici, come Jorge Arbeleche a Montevideo. Ma la tappa fondamentale per la sua opera è sicuramente quella colombiana: negli anni vissuti a Bogotà frequenta gli incontri della Cafetería La Romana, ed entra in contatto con scrittori già molto riconosciuti, come Aurelio Arturo, Giovanni Quessep, Mario Rivero, e con altri giovani dei quali diventa molto amica, come Augusto Pinilla, Juan Gustavo Cobo Borda, Jaime García Maffla, Darío Jaramillo, quasi tutti appartenenti a quella che verrà definita la Generación sin nombre (Generazione senza nome) della letteratura colombiana, in cui è stata inserita anche Martha Canfield.
Grazie ai contatti con questi scrittori, la sua opera poetica diventa più ricca e nel 1972 pubblica i primi componimenti sulla rivista «Eco» di Bogotà; poco dopo Juan Gustavo Cobo Borda la inserisce tra i giovani scrittori colombiani, in qualità di transterrada, nella sua storica antologia Obra en marcha. Il primo libro di poesia, Anunciaciones, esce nel 1976 edito da Alcaraván, la casa editrice fondata e diretta dall'amico Arturo Alape.
Il trasferimento in Italia e il contatto con il mondo ermetico fiorentino, arricchiscono definitivamente la sua creazione poetica. Attraverso un linguaggio ricercato ma senza rotture di flusso, pieno di luce, lirico, la poesia di Martha Canfield ha come temi principali: l’amore – erotico, fraterno, mistico –, la nostalgia, il mito con un richiamo forte alla tradizione classica, il desiderio, la religiosità, il contrasto tra il mondo onirico e la realtà tangibile, dove il materiale si sposa con lo spirituale, trascendendo il fisico per cercare il sublime. Per Armando Romero la sua poesia «risuona dall'intimità di un’esistenza che non cerca di cambiare le cose ma di riconoscere e di identificare con la propria esistenza il fare stesso della poesia», attraverso una “sensibilità di cristallo e un’intelligenza estrema», quelle che Russotto definisce come «eterna fanciullezza dell’anima».
Non mancano i riferimenti politici e sociali, soprattutto nella prima fase della sua produzione, quella che coincide con il dolore per la situazione politica uruguaiana e con le continue evocazioni geografiche della terra natia abbandonata; evocazioni che in seguito abbracceranno anche il paesaggio colombiano, per poi, in maniera quasi definitiva a partire dagli ‘80, trasferirsi negli scenari toscani. Ed è proprio questa memoria dei luoghi un altro nucleo fondamentale della sua poesia, laddove i paesaggi contemplati sono tappe di un itinerario interno della memoria più che una figurazione dell’io mediato dallo spazio nel senso topografico. Gaetano Chiappini vede in questa evocazione dei luoghi un vero e proprio viaggio che coincide con il viaggio della maturità esistenziale.
Álvaro Mutis, dal canto suo, sottolinea che il linguaggio di Martha è «interamente limpido e trasparente, e scarta ogni artifizio letterario, per dare spazio alla metafora soltanto quando essa va più lontano della semplice enunciazione verbale».
Ha pubblicato undici raccolte poetiche, sei in spagnolo e cinque in italiano, e tre antologie. È presente in antologie italiane, colombiane e uruguaiane di diversi autori. La sua opera poetica è stata parzialmente tradotta in inglese, francese, rumeno ed ebraico.
Ha ricevuto anche molti riconoscimenti come il Premio Speciale di Poesia dell'Associazione Italiana «La Cultura del Mare» nel 2000 e il Premio «Oriente-Occidente per le Arti», assegnato dal Festival Internazionale “Notti di Poesia”, nella sua decima edizione a Curtea de Argeș, Romania nel 2006.

## Opere

### Studi letterari
Fra gli studi e saggi compaiono le seguenti monografie:
- (ES) Martha Canfield, La provincia inmutable. Estudios sobre la poesía de Ramón López Velarde, Firenze, D’Anna, 1981. URL consultato il 22 gennaio 2017.;(ES) prefazione di Fernando Fernández e quarta di copertina di Carmen Boullosa, 2ª ed., México, La Otra-Instituto Zacatecano de Cultura, 2015.
- (ES) El "patriarca" de García Márquez, arquetipo literario del dictador hispanoamericano, Firenze, Opus Libri, 1984.
- (ES) Configuración del arquetipo, Firenze, Opus Libri, 1988.
- (ES) El diálogo infinito: una conversación con Jorge Eduardo Eielson, México, Colección Poesía y poética, Universidad Iberoamericana/Artes de México, 1995.; (ES) 2 (ampliada), Sevilla, Sibila - Fundación BBVA, 2011.
- (ES) Literatura hispanoamericana: historia y antología, vol. 1, Milano, Hoepli, 2009.

### Poesia
Come poeta ha pubblicato sei raccolte in spagnolo: 
- Anunciaciones, Bogotà, Alcaraván, 1976.;  2ª ed., Copenhaguen, Aurora Boreal, 2015, ISBN 978-87-998568-7-9.
- El viaje de Orfeo, Montevideo, Signos, 1990.
- Caza de altura. Poemas 1968-1993, Bogotà, Instituto Caro y Cuervo, 1994.;
- Orillas como mares (PDF), Bogotà, El Malpensante - Ediciones de la Universidad Externado de Colombia, 2004, ISBN 958-616-921-9. URL consultato il 26 gennaio 2017 (archiviato dall'url originale il 2 febbraio 2017).
- El cuerpo de los sueños, Lima, Lustra Editores, 2008, ISBN 978-603-45-2914-4.
- Corazón abismo, Bogotà, Universidad Javeriana, 2012.;  2ª ed., México, La Otra - Colección “Temblor de Cielo”, 2013, ISBN 978-607-8167-19-7.

e cinque in italiano: 
- Mar/Mare, Roldanillo, Ediciones Embalaje del Museo Omar Rayo, 1989.
- Nero cuore dell'alba, Salerno, Multimedia, 1988.
- Capriccio di un colore, Firenze, Le Lettere, 2004.
- Per abissi d'amore, Como, LietoColle, 2006.
- Luna di giorno, Como, LietoColle / pordenonelegge.it, 2017.

Oltre a due antologie della sua poesia: (ES) Márgara Russotto (a cura di), Sonriendo en el camino. Poesía reunida (2009-1969), Montevideo, Linardi y Risso, 2011, ISBN 978-9974-675-43-8. e (ES) Coral García (a cura di), Flamante geografía, Lima, Editorial Nido de cuervos, 2012.
È presente in varie antologie tra cui: (ES) Rafael Courtoisie (a cura di), La poesía del siglo XX en Uruguay, Madrid, Visor, 2011,  pp. 323-331. e  Emilio Coco (a cura di), Il fiore della poesia latinoamericana oggi, 3 - America meridionale - II, Rimini, Raffaelli Editore, 2016.; oltre alla sub-voce nel (ES) Miguel Ángel Campodónico (a cura di), Nuevo diccionario de la cultura uruguaya, Montevideo, Linardi y Risso, 2007,  p. 69.

## Premi e riconoscimenti
- Premio Speciale di Poesia dell’Associazione italiana «La Cultura del Mare», Italia, 2000.
- Premio di Traduzione «Circe-Sabaudia», Italia, 2001.
- Premio di Traduzione Istituto Cervantes in Italia, 2002.
- Premio «Oriente-Occidente per le Arti», Festival Internazionale “Notti di Poesia”, Curtea de Argeș, Romania, 2006.
- Premio Iberoamericano Ramón López Velarde, Messico, 2015.
- IX Riconoscimento Alberto Caramella, Italia, 2017.